# Да здравствует король (фильм)
«Да здра́вствует коро́ль» (англ. All Hail the King) — американский короткометражный фильм 2014 года, выпущенный без проката в кино, спродюсированный компанией Marvel Studios и распространяемый Walt Disney Studios Home Entertainment. Является продолжением и спин-оффом фильма «Железный человек 3» (2013), а также пятым короткометражным фильмом Marvel One-Shot, действие которого происходит в медиафраншизе «Кинематографическая вселенная Marvel» (КВМ), напрямую связанной с фильмами франшизы. Сценаристом и режиссёром выступил Дрю Пирс. В фильме приняли участие актёры Бен Кингсли, Скут МакНейри, Лестер Спейт и Сэм Рокуэлл. По сюжету режиссёр-документалист берёт интервью у печально известного фальшивого террориста Тревора Слэттери, находящегося в тюрьме.
Разработка короткометражного фильма о Слэттери началась во время съёмок фильма «Железный человек 3», и в итоге у Пирса возникла идея снять короткометражный фильм, который зависел лишь от того, хотел ли Кингсли повторить свою роль из фильма «Железный человек 3», и последний согласился. Съёмки проходили в Лос-Анджелесе в течение трёх дней, а позже Пирс вылетел в Канаду, чтобы снять Роквелла в роли Джастина Хаммера, повторившего роль из фильма «Железный человек 2» (2010).
Короткометражный фильм «Да здравствует король» был выпущен в цифровом виде и на домашнем медиа-носителе фильма «Тор 2: Царство тьмы» (2013) и в дальнейшем получил положительные отзывы. История Слэттери, Мандарина и организации «Десять колец» продолжается в фильме «Шан-Чи и легенда десяти колец» (2021).

## Сюжет
Тревор Слэттери, заключённый в тюрьму «Сигейт» за фальсификацию личности и мировые беспорядки, живёт со своим личным «дворецким» Германом и другими заключёнными, выступающими в роли его фан-клуба и защиты.
Режиссёр-документалист Джексон Норрис берёт интервью у Слэттери, желая вести хронику событий ситуации с Мандарином. Норрис, пытаясь узнать больше о Слэттери лично, рассказывает о своём прошлом, начиная с его первого кастинга в детстве, а также о том, как он сыграл главную роль в неудавшемся пилотном проекте CBS «Жара в клетке». В конце концов Норрис сообщает Слэттери, что его изображение разозлило некоторых людей, в том числе настоящую террористическую организацию «Десять колец», о существовании которой Слэттери не подозревал.
Норрис рассказывает ему историю Мандарина и террористической организации и раскрывает, что он на самом деле является членом этой организации. Затем он вытаскивает пистолет и убивает охранников и Германа. После этого, он сообщает Тревору, что настоящая цель интервью — это вырвать его из тюрьмы, чтобы он мог встретиться с настоящим лидером «Десяти колец» — Венву. Услышав это, Слэттери, не осознавая всех последствий того, что он выдавал себя за Мандарина, уходит из тюрьмы вместе с Норрисом.

## Актёрский состав
- Бен Кингсли — Тревор Слэттери / Мандарин: Актёр, выдававший себя за лидера организации «Десять колец», прозванного Мандарином. После его раскрытия, его заключают в тюрьму «Сигейт», о которой Джексон Норрис и снимает документальный фильм. Кингсли повторяет роль из фильма «Железный человек 3» (2013)[3].
- Скут Макнейри — Джексон Норрис:
Член террористической организации «Десять колец», выдающий себя за режиссёра-документалиста[4]. В комиксах имя персонажа пишется как «Норрис»[2], в то время как видео, выпущенное в рамках вирусной маркетинговой кампании фильма «Первый мститель: Противостояние» в мае 2016 года, показало, что отдельный персонаж по имени Джексон Норрис на самом деле существует ещё и в КВМ[5][6].
- Лестер Спейт — Герман[4]: дворецкий и защитник Слэттери в тюрьме «Сигейт».
- Сэм Рокуэлл — Джастин Хаммер: заключённый тюрьмы «Сигейт» и производитель оружия в прошлом. Рокуэлл повторяет свою роль из фильма «Железный человек 2»[7].

Кроме того, Мэтт Джеральд изображает Дэйва Уайт Пауэра, обезьяна Кристал — барную обезьяну, а Аллен Мальдонадо — Флетчера Хеггса, у которого есть татуировка на лице в виде шахматной фигуры как дань уважения комиксам, где он является второстепенным персонажем, известным как «Рыцарь».

## Производство

### Разработка и написание

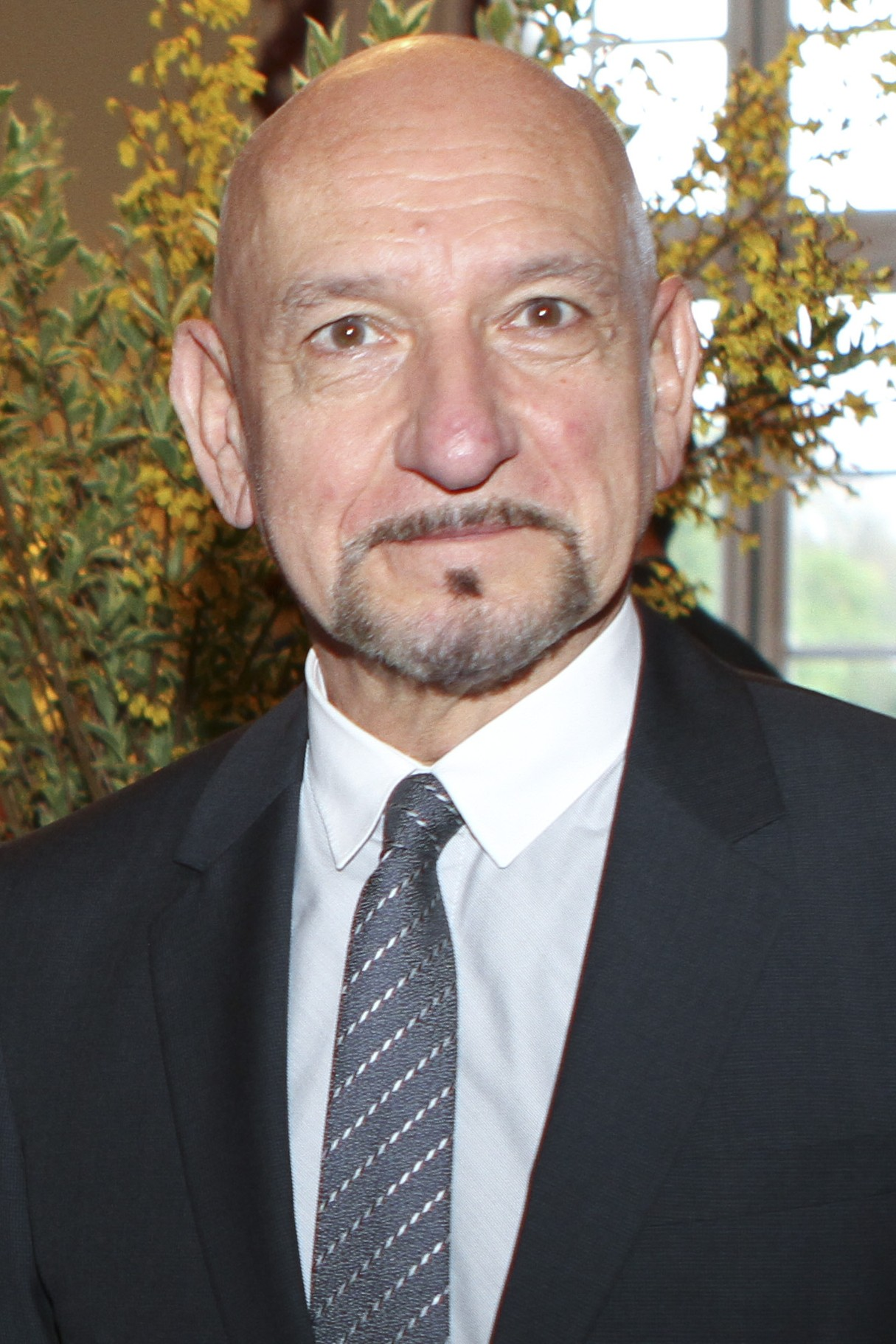
После того, как Бен Кингсли был назначен на роль в этом короткометражном фильме, к работе подключились дополнительные члены съёмочной группы

Дрю Пирс, соавтор сценария фильма «Железный человек 3», и продюсер Стивен Бруссард придумали короткометражный фильм «Да здравствует король» во время производства фильма «Железный человек 3», чтобы дать «свежий взгляд» на Мандарина. Marvel Studios и консультант Джосс Уидон положительно отнеслись к короткометражке, полагаясь на участие Бена Кингсли. Кингсли включился в работу после прочтения сценария, а Пирс захотел вернуться, потому что ему нравилось изображать Слэттери. В октябре 2013 года Кингсли сказал, что работает над секретным проектом с Marvel, к которому присоединились многие члены съёмочной группы «Железного человека 3». Позже выяснилось, что это будет короткометражка, написанная и снятая Пирсом. Изначально в фильме «Железный человек 3» Слэттери умирал, поэтому во время монтажа фильма, когда судьба Слэттери была изменена, Пирс был менее воодушевлён тем, чтобы делать короткометражный фильм приквелом, поскольку им «неизбежно не хватает чувства драмы», и заявил, что продолжение пути Слэттери после событий фильма было бы «более захватывающим».
Режиссёр фильма «Железный человек 3» Шейн Блэк заявил, что Marvel «увидела так много негатива» вокруг изображения Мандарина, и что короткометражный фильм был создан как «извинение перед фанатами, которые были так рассержены». Пирс постарался сделать действия в короткометражке «реальными и жестокими», чтобы противопоставить их более комедийному тону, что, по его мнению, в любом случае усилит юмор Слэттери Кингсли, учитывая, что персонаж «не реагирует ни на что так, как должен реагировать любой другой здравомыслящий человек».
Говоря о добавлении пасхалок и отсылок к комиксам, Пирс отметил, что добавление их в сценарий не обязательно означает, что они были частью более крупного плана Marvel относительно КВМ, и заявил, что ему нравится «наполнять его КВМ» и ждёт, чтобы увидеть, когда «что-то из этого приживётся, а что-то останется просто своего рода очаровательным кивком». Название «Жара в клетке» ранее использовалось Marvel в качестве рабочего названия для фильма «Железный человек 3».

### Съёмки и постпроизводство
Данный фильм снимался в течение трёх дней в Лос-Анджелесе, в том числе в «заброшенной женской тюрьме» в восточной части Лос-Анджелеса. Для съёмки основного короткометражного фильма и материала «Жара в клетке» были задействованы две съёмочные группы. Сэм Роквелл не смог участвовать в фильме из-за графика, и прочитав сценарий, он позвонил Пирсу и сказал, что он был бы рад участвовать, если бы его сцены могли быть сняты в Торонто во время одного из его перерывов. Пирс поехал в Канаду и снял Роквелла на съёмочной площадке, которая была раскрашена так, чтобы соответствовать съёмкам в Лос-Анджелесе, при этом заявив: «Роквелл пришёл и просто справился».
Музыка для короткометражки была написана Брайаном Тайлером, а сцены для «Жары в клетке» были написаны иконой телемузыки 1980-х Майком Постом. Последовательность заголовков, созданная компанией Perception, была вдохновлена фильмами «Доктор Ноу» (1962), «Шарада» (1963) и «Железная обезьяна» (1993), а также другими фильмами об эксплуатации кунг-фу.

## Выход
Фильм «Да здравствует король» был выпущен на релизе цифрового скачивания фильма «Тор 2: Царство тьмы» (2013) 4 февраля 2014 года и 25 февраля для Blu-ray релиза. Он был включён на бонус-диск бокс-сета, в который вошли все фильмы второй фазы КВМ, в том числе, другие фильмы Marvel One-Shots. Сборник содержит аудиокомментарии Пирса и Кингсли и был выпущен 8 декабря 2015 года. Фильм стал доступен на стриминговом сервисе Disney+ 27 августа 2021 года.

## Реакция
Клифф Уитли из IGN присвоил фильму 9,4 балла из 10 и заявил, что это «возвращение к милой личности незадачливого Тревора и шаг вперёд для большей Кинематографической вселенной Marvel. В нём есть свои повороты, которые должны удовлетворить как любителей, так и ненавистников Тревора Слэттери. Кингсли снова сияет в роли Слэттери, отчуждённого и невежественного, но более чем счастлив вернуться в режим китайского языка, если это порадует его обожающих поклонников».
Девин Фарачи назвал его «ещё одним отличным короткометражным фильмом от людей из Marvel Studios», который, по его мнению, заслуживает показа в кинотеатрах, а не только выпуск на домашних носителях. Фарачи похвалил эпизод Caged Heat, а также эпизодическую роль Роквелла и положительно заявил о раскрытии языка Мандарина: «Это больше, чем реткон, похоже на расширение, отодвигание занавеса, чтобы показать больше картины». Эндрю Уиллер из Comics Alliance раскритиковал представление короткометражного фильма о гомосексуализме, учитывая, что это была первая попытка Marvel Studios внедрить концепции ЛГБТ в КВМ. Бреннан Кляйн из Screen Rant назвал его «чисто комическим короткометражным фильмом, который похож на скетч из „Saturday Night Live“».

## Будущее
В фильме «Шан-Чи и легенда десяти колец» (2021) исследуются элементы сюжета из данного фильма, такие как раскрытие фактического лидера организации «Десять колец» — Венву, где Кингсли повторяет свою роль Слэттери в фильме. Режиссёр фильма Дестин Дэниел Креттон заявил, что они хотели «быть верными» компании One-Shot в фильме, добавив, что «включение этой сюжетной линии в фильм, я думаю, было не только очень забавным, я думаю, важно услышать от [Слэттери] признание того, насколько нелепой была вся эта ситуация».

## Комментарии
1. ↑  События фильма «Железный человек 3» (2013).